# Tratado estoniano-soviético de assistência mútua
O Tratado Estoniano-Soviético de Assistência Mútua foi um tratado bilateral assinado em Moscou em 28 de setembro de 1939. O tratado obriga ambas as partes a respeitarem a soberania e a independência de cada uma, e permitiu que o governo soviético estabelecesse bases militares na Estônia. Estas bases facilitaram a aquisição soviética do país em junho de 1940.
Foi assinado pelo Ministro das Relações Exteriores da Estônia Karl Selter e pelo comissário soviético das Relações Exteriores Vyacheslav Molotov. As ratificações foram trocadas em Tallin, em 4 de outubro de 1939 e o tratado entrou em vigor no mesmo dia. Foi registrado na League of Nations Treaty Series em 13 de outubro de 1939.  O tratado de assistência mútua incluiu o estabelecimento de bases militares na Estônia. 

## Antecedentes
Em setembro de 1939, a União Soviética declarou seu controle sobre os Estados Bálticos com o Pacto Molotov-Ribbentrop. Os soviéticos invadiram a Polônia em 17 de setembro, concluindo operações em 6 de outubro. Depois de ocupar o leste da Polônia, os soviéticos pressionaram a Finlândia e os Estados Bálticos para concluir tratados de assistência mútua. Os soviéticos questionaram a neutralidade da Estônia após a fuga de um submarino polonês em 18 de setembro. Uma semana depois, no dia 24 de setembro, o ministro das Relações Exteriores da Estônia Karl Selter recebe um ultimato em Moscou. Os soviéticos exigiram a conclusão de um tratado de assistência mútua, que incluía o estabelecimento de bases militares na Estônia. O governo estoniano cedeu ao ultimato.

## Consequências
Os soviéticos fizeram tratados semelhantes com a Letônia em 5 de outubro e com a Lituânia, em 10 de outubro. Este último tratado transferiu o distrito de Vilnius para a Lituânia.  A Finlândia foi convidada a entrar em negociações semelhantes em 5 de outubro. Ao contrário dos países bálticos, as negociações finlandesas-soviéticas duraram semanas sem resultado.
Em outubro de 1939, o governo soviético começou a estacionar tropas na Estônia, em números superiores das Forças Armadas da Estônia. Como resultado, o governo soviético gradualmente ganhou o controle sobre o território estoniano. Isso permitiu que as forças soviéticas afundassem o navio mercante estoniano Kassari no Mar Báltico em 10 de dezembro de 1939, sem qualquer resposta estoniana.
Os soviéticos invadiriam a Finlândia em 30 de novembro. 
Em 17 de junho de 1940, os soviéticos ocuparam e anexaram a Estônia depois de invadir os outros dois países bálticos.

### Citações
1. ↑  League of Nations Treaty Series, vol. 198, pp. 224-229.
2. 1 2 3  Hiden & Salmon (1994). p. 110.
3. ↑  White Book, p. 10.
4. ↑  Hiden & Salmon (1994). p. 111.